# Euchaeta concinna
Euchaeta concinna är en kräftdjursart som beskrevs av James Dwight Dana 1849. Euchaeta concinna ingår i släktet Euchaeta och familjen Euchaetidae. Inga underarter finns listade i Catalogue of Life.